# Lamont (Canada)
Lamont è un comune (town) del Canada, situato al nell'Alberta, nella divisione No. 10.